# .pk
.pk és l'actual domini de primer nivell territorial (ccTLD) de Pakistan. El gestiona l'Associació de Proveïdors de Servei d'Internet de Pakistan (ISPAK), fundada el 1998 entre onze proveïdors d'internet (Asia Online, BrainNet, CompuNet, COMSATS, CyberAccess, CyberNet, Digicom, Fascom, GlobalNet, IBM, SuperNet) per actuar «com un catalitzador per a l'obertura de noves vies i millores per al creixement d'Internet al Pakistan».

## Dominis de segon nivell
- .Pk - disponible per a qualsevol persona, que s'utilitza per empreses, individus i organitzacions al Pakistan
- .Com.pk - disponible per a qualsevol persona, s'utilitza per empreses, individus i organitzacions al Pakistan
- .Net.pk - per a les empreses relacionades amb la xarxa i els proveïdors de serveis d'Internet
- .Edu.pk - per a institucions educatives
- .Org.pk - per a les organitzacions sense ànim de lucre
- .Fam.pk - per a les persones
- .Biz.pk - de manera genèrica
- .Web.pk - originalment per a llocs web
- .Gov.pk - pel Govern de Pakistan
- .Gok.pk - pel Govern de Azad Jammu i Caixmir
- .Gob.pk - Pel Govern de Balutxistan
- .Gkp.pk - pel Govern de Khyber Pakhtunkhwa
- .Gop.pk - Pel Govern de Panjab
- .Gos.pk - pel Govern de Sindh
- .Gog.pk - pel Govern de Gilgit - Baltistan